# Vejle Idrætshøjskole
Vejle Idrætshøjskole er en dansk folkehøjskole stiftet af Svend Aage Thomsen i 1943 som Den Jyske Idrætsskole. Skolen skiftede i 1998 navn til det nuværende. Højskolen har idrætten som hovedinteresse, men der undervises også i almene højskolefag.
I dag drives der på stedet foruden højskole også kursuscenter og efterskole.

## Historie
Svend Aage Thomsen grundlægger Den Jyske Idrætsskole i 1942 og det første elevhold starter i november måned 1943. Det første hold elever er lille, og består af elever der kommer fra andre højskoler, som er blevet lukkede af besættelsesmagten. De kommer for at dyrke især boldspil, atletik og uddanne sig til undervisere i det frivillige idrætsliv. Svend Aage Thomsen ser skolen som et åndeligt værn og et sted at samles for den danske ungdom i turbulent tid[kilde mangler].
Gennem 2. verdenskrig er en del af eleverne aktive i modstandsbevægelsen. Angiveligt skulle der stadigvæk ligge mælkejunger med våben begravede ude i Nørreskoven. Svend Aage Thomsen tager selv perifært del i modstanden og filmer bl.a. en jernbanesabotage[kilde mangler].
Højskolens kursuscenter åbnes i 1971. Centeret inkluderer en træningssal, auditorier og 43 enkeltværelser. Op gennem 1970'erne bliver der bygget yderligere til, og højskolen får f.eks. flere klasseværelser.
Vejle Idrætsefterskole åbner i 2007, hvilket betyder, at højskoleeleverne rykker over i den nyeste del af kursusafdelingen, som derved bliver halveret, mens efterskoleeleverne overtager de tidligere højskolefaciliteter.

## Forstandere på skolen
- 1942-1961 Svend Aage Thomsen
- 1961-1967 Aksel Bjerregaard & Tage Søgård (til 1964)
- 1967-1982 Bjarne Hauger
- 1982-1984 Tage Benjaminsen
- 1984-1999 Ole Worm
- 1999-2006 Bent Serup
- 2006-2007 Torben Espersen, konstitueret forstander
- 2007-2009 Lars Kjærsgaard
- 2009-2010 Erik Sidenius Jensen, konstitueret forstander
- 2010-2025 Ole Damgaard

## Ekstern henvisning
- Vejle Idrætshøjskoles hjemmeside
- Vejle Idrætshøjskoles historie